# Park-Ohio Holdings
Die Park-Ohio Holdings, kurz ParkOhio, ist eine amerikanische Industrieholding mit Sitz in Cleveland. Der Geschäftsbereich Supply Technologies beliefert produzierende Unternehmen mit Einzelteilen. Hier konkurriert das Unternehmen mit Bossard, Fastenal, Ferguson und Würth. Der Bereich Assembly Components ist als Zulieferer für die Automobil- und Nutzfahrzeugindustrie tätig. Zu den Produkten zählen Aluminiumteile, Einspritzpumpen, Tankeinfüllstutzen und Schlauchleitungen. Der Bereich Engineered Products stellt Induktionsöfen und Schmiedepressen her.